# مسجد الحاج عبد المعطي
مسجد الحاج عبد المعطي أو مسجد بهين داتو الامام الحاج عبد المعطي يقع المسجد في كامبونج بولاو مودا آير في مدينة بندر سري بكاوان عاصمة بروناي .

## البناء
تم البدء في بناء مسجد الحاج عبد المعطي في عام 1979، واكتمل البناء في التاسع عشر من شهر يونيو من عام 1981، وبلغت نفقات بناء المسجد مبلغ 100،000.00 دولار .

## الافتتاح
افتتح مسجد الحاج عبد المعطي رسميا من قبل صاحب السمو الملكي الأمير الحاج سوفري البلقيه، وذلك يوم الجمعة الثامن من شهر محرم من عام 1402 هـ الموافق السادس من شهر فبراير من عام 1981.

## استيعاب المسجد
تبلغ قدرة مسجد الحاج عبد المعطي الاستيعابية حوالي 350 مصلي في وقت واحد، واحدة من التسهيلات المتاحة في المسجد هي استكمال اجراءات الجنائز والدفن .